# Eleonor Skeini
Inger Eleonor Agneta Skeini, född 1950, är en svensk företagare.
Eleonor Skeini har från 1983 drivit en firma i Stockholm med försäljning av bland annat balettskor. Hon var mellan 2000 och 2014 tillsammans med medlemmar av familjen Skeini, bland andra den dåvarande vd:n och sonen Anders Skeini, via AddSorb Holding AB ägare till Jacobi Carbons AB.